# Il diluvio universale (Donizetti)
Il diluvio universale è un'azione tragico-sacra in tre atti di Gaetano Donizetti su libretto di Domenico Gilardoni, andata in scena per la prima volta il 28 febbraio 1830 al Teatro San Carlo di Napoli.  Una versione modificata andò in scena a Genova nel 1834.
Le produzioni di quest'opera sono molto rare: si ricordano un allestimento nel 1837 a Parigi, nel 1985 a Genova (con Yasuko Hayashi, Martine Dupuy, Bonaldo Gaiotti, Ottavio Garaventa), nel 2010 a San Gallo (con Mirco Palazzi, Filippo Adami, Majella Cullagh, Manuela Custer). Nel 2023 a Bergamo, città natale del compositore, viene rappresentata per la prima volta in tempi moderni la prima versione dell'opera con la direzione di Riccardo Frizza e con Enea Scala, Nahuel di Pierro e Giovanna Gianfaldoni tra gli interpreti.

## Cast della prima assoluta
| Personaggio | Interprete (1830)      | Interprete (1834) |
| ----------- | ---------------------- | ----------------- |
| Noè         | Luigi Lablache         | Domenico Cosselli |
| Jafet       | Gennaro Ambrosini      | Pietro Novelli    |
| Sem         | Giovanni Arrigotti     | Antonio Picasso   |
| Cam         | Lorenzo Salvi          | Francesco Ricci   |
| Tesbite     | Fabiani                |                   |
| Asfene      | Edvige Ricci           |                   |
| Abra        | Cecilia Grassi         |                   |
| Cadmo       | Berardo Calvari Winter | Lorenzo Bonfigli  |
| Sela        | Luigia Boccabadati     | Edvige Claudini   |
| Ada         | Maria Carraro          | Palmira Michel    |
| Artoo       | Gaetano Chizzola       | Angelo Brunacci   |

## Trama

### Atto I
Mentre Noè, i figli e le loro mogli e i suoi seguaci pregano presso l'Arca, i seguaci di Cadmo guidati da Artoo cercano di incendiarla, ma vengono fermati da Sela, moglie di Cadmo, fedele a Noè. Noè le consiglia di abbandonare il marito, per così salvarsi dal diluvio. 

Ada, serva di Sela e amante di Cadmo, riferisce mentendo all'amato che Sela sia innamorata di Jafet, primo figlio di Noè. Ada consiglia a Sela di recarsi da Noè, mentre i Satrapi danno la caccia a lui e al figlio. Cadmo fa arrestare Sela, Noè e Jafet, e Ada, pentita, giura a Sela che tenterà di salvarla.

### Atto II
Ada chiede a Cadmo che Sela sia salvata, ma Cadmo rifiuta e la condanna a morte, e decide di sposare Ada. Noè, di fronte alla crudeltà di Cadmo, implora la vendetta divina.

### Atto III
Mentre Noè e i suoi seguaci si nascondono nell'Arca, si celebrano le nozze tra Cadmo e Ada. Cadmo chiama Sela e le dice che riavrà il figlio solo se maledirà Dio davanti a tutti. Di fronte a questa scelta, combattuta tra l'amore tra il suo Dio e il figlio, Sela non regge e muore, mentre le nubi si addensano e coprono la città. L'ultima scena vede le acque che da ovunque s'alzano e sommergono tutto, mentre illesa, sopra le acque, sta l'Arca.

## Struttura musicale

### 1830, Napoli
- Sinfonia

#### Atto I
- N. 1 - Introduzione, Cavatina di Sela e Stretta Oh Dio di pietà - Mentre il core abbandonava - Il tuo sposo; il nostro re (Noè, Jafet, Sem, Cam, Tesbite, Asfene, Abra, Sela, Artoo, Coro)
- N. 2 - Coro e Cavatina di Cadmo Sela? Ah tu non la vedesti - Pace a tal consorte (Artoo, Coro, Cadmo, Ada)
- N. 3 - Duetto fra Noè e Sela e Finale I Quel che del ciel su i cardini - Ada!... Ah, sol tu puoi salvarmi (Noè, Sela, Jafet, Cadmo, Artoo, Ada, Coro)

#### Atto II
- N. 4 - Duetto fra Cadmo e Sela Non profferir parola!
- N. 5 - Preghiera Gli empi 'l circondano (Jafet, Sem, Cam, Tesbite, Asfene, Abra, Sela)
- N. 6 - Aria di Noè Dio tremendo, onnipossente (Noè, Cadmo, Artoo, Coro, Sela, Jafet, Cam, Tesbite, Asfene, Abra, Sela)

#### Atto III
- N. 7 - Coro e Aria di Sela Stirpe angelica, ti bea - Senza colpa mi scacciasti (Coro, Sela, Ada, Cadmo, Artoo)
- N. 8 - Finaletto Strumentale

### 1834, Genova
- Sinfonia

#### Atto I
- N. 1 - Introduzione, Cavatina di Sela e Stretta Oh Dio di pietà - Mentre il core abbandonava - Il tuo sposo; il nostro re (Noè, Jafet, Sem, Cam, Tesbite, Asfene, Abra, Sela, Artoo, Coro)
- N. 2 - Coro e Duetto fra Ada e Cadmo Sela? Ah tu non la vedesti - Ah, perfida, a me spergiura (Artoo, Coro, Cadmo, Ada)
- N. 3 - Duetto fra Noè e Sela e Finale I Quel che del ciel su i cardini - Ada!... Ah, sol tu puoi salvarmi (Noè, Sela, Jafet, Cadmo, Artoo, Ada, Coro)

#### Atto II
- N. 3bis - Scena e Cavatina di Ada Non mi tradir, speranza... Ah, non tacermi in core
- N. 4 - Duetto fra Cadmo e Sela Non profferir parola!
- N. 5 - Preghiera Gli empi 'l circondano (Jafet, Sem, Cam, Tesbite, Asfene, Abra, Sela)
- N. 6 - Aria di Noè Dio tremendo, onnipossente (Noè, Cadmo, Artoo, Coro, Sela, Jafet, Cam, Tesbite, Asfene, Abra, Sela)

#### Atto III
- N. 7 - Coro e Aria di Sela Stirpe angelica, ti bea - Senza colpa mi scacciasti (Coro, Sela, Ada, Cadmo, Artoo)
- N. 8 - Finaletto Strumentale

## Discografia
| Anno | Cast (Noe, Jafet, Sem, Cam, Tesbite, Asfene, Abra, Cadmo, Sela, Ada, Artoo) | Direttore, Orchestra e Coro                                                 | Etichetta                                                                  |
| ---- | --- | --------------------------------------------------------------------------- | -------------------------------------------------------------------------- |
| 1985 | Bonaldo Giaiotti, Bruno Dal Monte, Aldo Bottion, Giannicola Pigliucci, Rita Lantieri, Daniela Broganelli, Gloria Scalchi, Ottavio Garaventa, Yasuko Hayashi, Martine Dupuy, Manlio Rocchi | Jan Latham-König, Orchestra e Coro del Teatro Comunale dell'Opera di Genova | LP: Voce 100 CD: Italian Opera Rarities LO 7736-7 Bongiovanni GB 2386/87-2 |
| 2005 | Mirco Palazzi, Simon Bailey, Mark Wilde, Dean Robinson, Irina Lungu, Ivana Dimitrijevic, Marie Gibbons, Colin Lee, Majella Cullagh, Manuela Custer, Roland Wood                           | Giuliano Carella, London Philharmonic Orchestra, Coro Geoffrey Mitchell     | CD: Opera Rara ORC 31                                                      |